# Pete Doherty
Peter "Pete" Doherty, född 12 mars 1979 i Hexham, Northumberland, är en brittisk sångare, poet, låtskrivare och musiker.
Pete Doherty är, tillsammans med Carl Barât, frontfigur i det brittiska rockbandet The Libertines. Senare blev han sångare och frontfigur i bandet Babyshambles. 2009 släppte han sitt första soloalbum Grace/Wastelands. Sedan 2003 har han gjort sig känd för drogberoende och förhållandet med supermodellen Kate Moss.

## Biografi

### Uppväxt
Doherty föddes i nordengelska Hexham men växte bland annat upp i Liverpool och i Shepherd's Bush i London, men under hans uppväxt flyttade familjen ofta runt i Storbritannien och Europa på grund av faderns arbete inom brittiska armén. Liverpool, London, Coventry, Dorset, Belfast, Tyskland och Cypern var några av de platser familjen bodde på. 
Under tiden i Dorset började han vid 11 års ålder spela gitarr för att imponera på en flicka som gick i hans klass. Vid 16 års ålder vann Doherty en poesitävling och skickades på uppdrag av den brittiska regeringen på en resa genom Ryssland. Pete Dohertys studier var framgångsrika. Han uppnådde hela 11 toppbetyg på sin GCSE-examen, fyra toppbetyg på A-nivå och kom in på Oxfords universitet, där han började studera engelska. Den kursen hoppade han emellertid av redan under den första terminen och flyttade tillsammans med den goda vännen Carl Barat in i en lägenhet i norra London.

### The Libertines
Doherty och Barât bildade sedermera rockgruppen The Libertines, där de delade på sången och låtskrivandet. I sin gemensamma lägenhet skrev de material för sin debutsingel "What a Waster" från 2002, och deras första album, Up the Bracket, som släpptes senare samma år. Deras debutalbum mottogs med god kritik och bandets resa mot berömmelse fortsatte i raketfart, mycket på grund av bandets energiska livespelningar som präglades av våld, mikrofonväxling mellan Doherty och Barât och den ständigt efterföljande och trogna skaran fans som reste från spelning till spelning.
En tid efter albumet Up the Bracket hade släppts petades Doherty från The Libertines på grund av sitt påstått starka beroende av droger. På sommaren år 2003 födde Lisa Moorish, sångerska i bandet Kill City, sitt och Pete Dohertys barn Astile. I juli 2003 bröt han sig in i Carl Barâts lägenhet i Marylebone och stal ett antal saker, bland annat en bärbar dator och en antik gitarr, och blev dömd till sex månaders fängelse, av vilka han avtjänade tre. Samma dag som han släpptes fri mottogs han varmt av Carl Barât efter att de två hade försonats under Dohertys fängelsevistelse. Senare samma kväll gjorde Libertines en legendarisk spelning på The Tap 'n' Tin i Chatham, kallad "The Freedom Gig" bland fans.
Doherty återförenades med The Libertines och gav tre bejublade konserter på London Forum i december år 2003, vilka alla tre hamnade på top 20 av historiens bästa konserter i tidningen Q magazine. Han arbetade på ett andra album med bandet under år 2004.
Dock eskalerade Dohertys droganvändande och tärde på de två stjärnornas förhållande både privat och professionellt. Livvakter fick anlitas under gruppens studioinspelningar för att skydda Doherty från vad Barât kallade Dohertys "harpies" (drogvänner) från att dyka upp i studion. Kort efter de första inspelningarna petades Doherty återigen från gruppen, eftersom han tre gånger misslyckats med att trappa ner på droganvändandet genom rehab. Medan Doherty rymde från Wat Tham Krabok, ett kloster i Thailand känt för att rehabilitera drog- och alkoholberoende, släpptes bandets andra album, The Libertines, som gick rätt in på förstaplatsen på den brittiska albumlistan. Där stannade det i ungefär fyra veckor och sålde platina både i Storbritannien och USA.

### Babyshambles

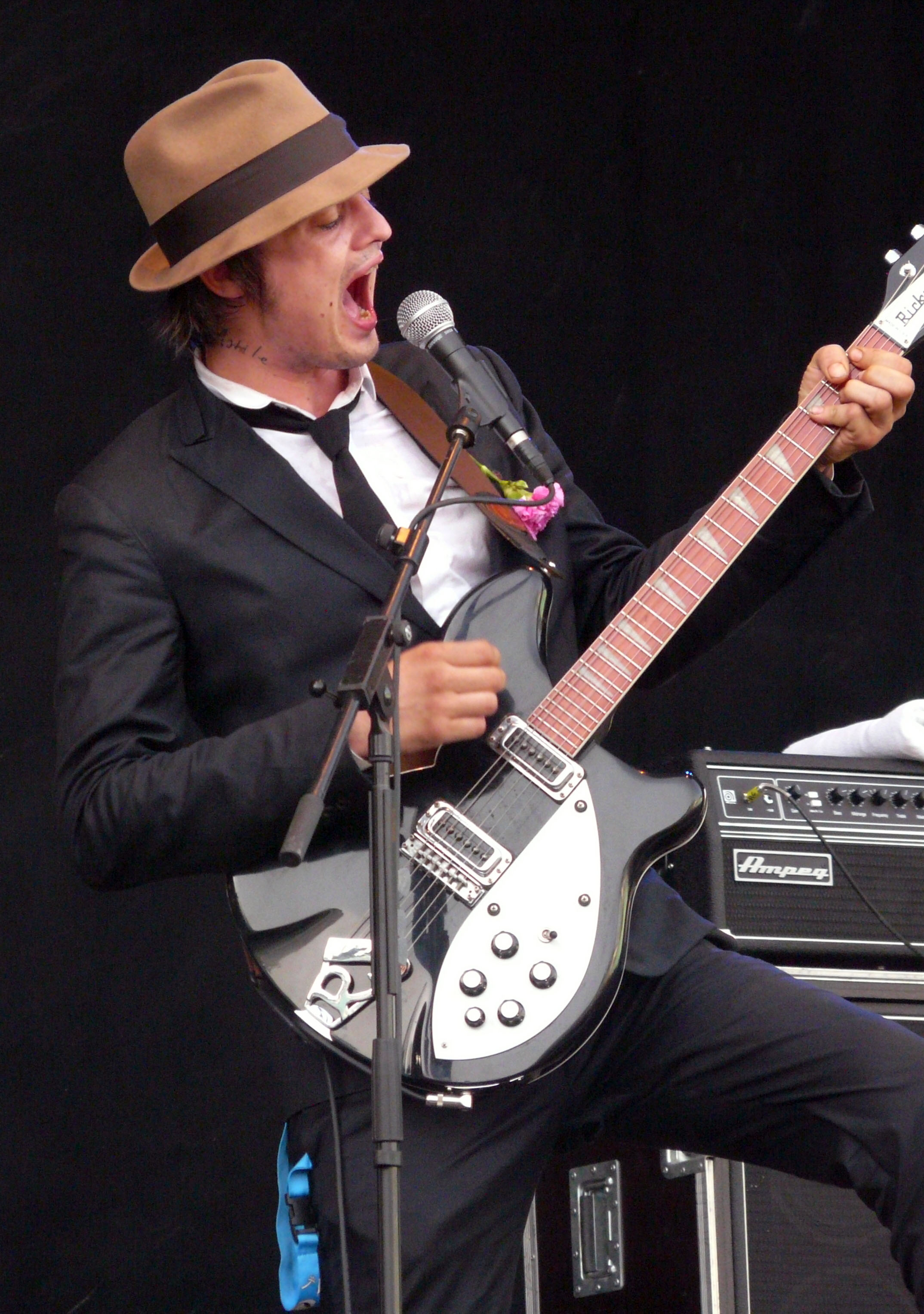
Pete Doherty under en konsert 2008

Doherty har efter uppbrottet med The Libertines format en egen karriär, helt utan hjälp från Carl Barât. Bland annat gästade han Wolfman på singeln "For Lovers" (släpptes när Doherty var medlem och nominerad till Ivor Novello Awards för 2004 års bästa sång), sedan släppte han singeln "Babyshambles" och bildade sedermera bandet med samma namn, vilket från början var till för att tjäna pengar till droger. Bandet har sedan dess släppt singeln "Killamangiro" och turnerat runt om i Storbritannien. I december år 2004 misslyckades de att inta scenen på London Astoria, vilket ledde publiken till uppror.

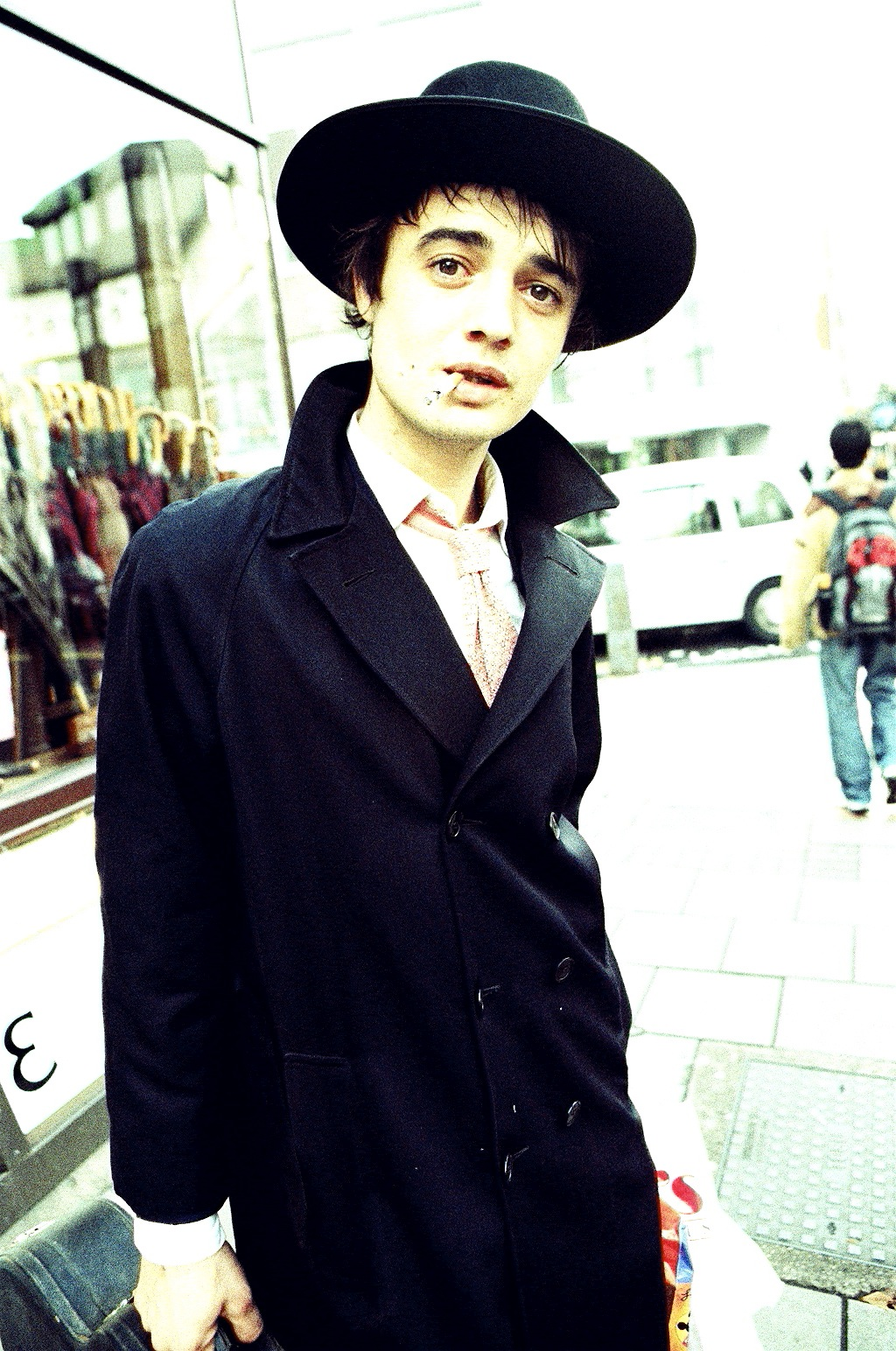
Pete Doherty 2005

Den 3 februari 2005 arresterades Pete Doherty för att ha misshandlat dokumentärfilmaren Max Carlish på ett hotell i Islington. Mot sitt nekande och efter misslyckade försök att skrapa ihop 150 000 pund till borgen fängslades han återigen, anklagad bland annat för rån och utpressning, anklagelser som senare togs tillbaka. Doherty har opererat in en Naltrexone, vilken förhindrar honom från att bli "hög" av heroin.
Den 2 juli 2005 uppträdde Doherty på Live 8-konserten i Hyde Park i London, där han tillsammans med Elton John gjorde en duett med sången "Children of the Revolution". Flera brittiska tidningar kallade uppträdandet för "shambolic". Pete Doherty har senare hävdat att det dåliga framträdandet berodde på chocken han fick efter de kommentarer sir Bob Geldofs dotter, Peaches, gav honom alldeles innan han skulle gå på scen. 
I juli 2005 skulle Doherty och Babyshambles backa upp bandet Oasis under deras Storbritannien-turné. De misslyckades att dyka upp, något som skylldes på att Doherty inte kunde ta sig hem från Frankrike i tid.
Den 13 augusti 2005 stoppades Pete Doherty i tullen på Oslos flygplats Gardermoen efter att de hade hittat små mängder heroin i hans kläder. Babyshambles var bokade att spela på Øyafestivalen i Oslo klockan 17:05, men Doherty hölls kvar i tullen i tre timmar. Han släpptes efter att festivalarrangörerna betalat 8 000 norska kronor i böter för hans droginnehav. När bandet slutligen dök upp på scenen var Doherty sjuk och spydde på scen efter 20 minuter. Han hällde ut en flaska vodka över publiken och visade upp ett tomt cigarettpaket, vilket ledde till att publiken började kasta upp cigaretter på scen. På grund av att elektriciteten stängdes av 23:00 kunde Babyshambles inte spela mer än 30 minuter.
Den 15 augusti 2005 släppte Babyshambles sin andra singel "Fuck Forever", vilken nådde fjärde plats på den brittiska singellistan. Senare samma månad var Pete Doherty involverad i en uppgörelse med sin tidigare vän och bandmedlem, Razorlightsångaren Johnny Borell. Uppgifter gör gällande att Doherty skulle ha skallat Borell efter deras uppträdande på Leeds-festivalen av oklara skäl.
Den 16 juni 2006 klockan 01:15 skulle Pete Doherty och hans band Babyshambles ha sin första svenska spelning på Hultsfredsfestivalen, Hultsfred. Han blev dock stoppad av tullen på Arlanda flygplats efter misstankar om att han var drogpåverkad. Babyshambles var inte uppe på scenen förrän klockan halv tre på natten. Det var egentligen meningen att han skulle vara inlagd på ett rehabiliteringshem i Portugal.

## Diskografi

### The Libertines
- 2002 – Up the Bracket
- 2002 – Don't Look back into the Sun
- 2004 – The Libertines

### Babyshambles
- 2005 – Down in Albion
- 2007 – Shotter's Nation
- 2013 – Sequel to the Prequel

### Soloalbum
- 2009 – Grace/Wastelands
- 2016 – Hamburg Demonstrations

## Influenser
I intervjuer (se länkar nedan), har Doherty listat sin favoritbok som George Orwells 1984, Brighton Rock av Graham Greene, Our Lady of the Flowers av Jean Genet, Flowers of Evil av Charles Baudelaire och verken av Oscar Wilde. Han har också nämnt Emily Dickinson som en influens. Hans favoritfilmer inkluderar brittiska klassiker från 1960-talet som Billy Liar, Poor Cow, O Lucky Man! och filmversionen av Steptoe and Son. Han har också nämnt Lee Mavers från The La's som en musikalisk influens.

## Privatliv
Doherty är son till Peter Doherty Sr., som arbetar inom armén, och sjuksköterskan Jacqueline Doherty; han har två systrar. 
Dohertys mor har skrivit boken Pete Doherty: My Prodigal Son om hur hennes son förvandlats från en väluppfostrad mönsterelev till en av världens mest kända narkomaner.  
Doherty är en hängiven supporter av Queens Park Rangers FC.